# ویلیام سی گورگاس
ویلیام سی گورگاس (انگلیسی: William C. Gorgas؛ ۳ اکتبر ۱۸۵۴ – ۳ ژوئیهٔ ۱۹۲۰) یک پزشک نظامی اهل ایالات متحده آمریکا بود. او از برندگان جایزه آکادمی ملی علوم بود. ویلیام سی گورگاس از ژنرال‌های ارتش ایالات متحده آمریکا در جنگ جهانی اول بود. او در سال ۱۹۰۶ میلادی طی یک برنامه برای مبارزه با تب زرد شایع شده در منطقه تحت نفوذ در کانال پاناما، موفق به نابودی تمام پشه‌های مالاریا که عامل ایجادکننده بیماری بودند، گردید. ویلیام سی گورگاس در گورستان ملی آرلینگتون مدفون است.